# Por Dentro da ESPN
Por Dentro da ESPN foi um programa de televisão brasileiro da ESPN Brasil, exibido mensalmente.

## Sinopse
Procurava mostrar os bastidores diários da equipe da ESPN na realização de seus programas e transmissões. Saiu do ar em 2011.